# Tropicocellio pallidus
Tropicocellio pallidus är en kräftdjursart som beskrevs av Arcangeli 1950. Tropicocellio pallidus ingår i släktet Tropicocellio och familjen Porcellionidae. Inga underarter finns listade i Catalogue of Life.